# Eleccions legislatives franceses de 1958
Les eleccions legislatives franceses de la primera legislatura de la Cinquena República se celebraren el 23 i 30 de novembre de 1958. S'eligiren 579 escons, dels que tres restaren vacants.

## Resultats nacionals
| Partits polítics | Partits polítics                                   | Vots (Primera volta) | Vots (Segunda volta) | Total  | Total  |
| Partits polítics | Partits polítics                                   | %                    | %                    | Escons | %      |
| ---------------- | -------------------------------------------------- | -------------------- | -------------------- | ------ | ------ |
|                  | Partit Comunista Francès (PCF)                     | 18,90%               | 20,60%               | 10     | 01,81% |
|                  | Unió per la Nova República (UNR)                   | 17,60%               | 28,20%               | 212    | 38,41% |
|                  | Secció Francesa de la Internacional Obrera (SFIO)  | 15,50%               | 13,80%               | 44     | 08,00% |
|                  | Centre Nacional d'Independients i Camperols (CNIC) | 13,70%               | 15,40%               | 118    | 21,37% |
|                  | Moviment Republicà Popular (MRP)                   | 09,10%               | 15,40%               | 56     | 10,15% |
|                  | Moderats                                           | 06,20%               | 00,00%               | 0      | 00,00% |
|                  | Radicals d'esquerra                                | 04,80%               | ?                    | -      | -      |
|                  | Reagrupament d'Esquerra Republicana (RGR)          | 03,50%               | 02,30%               | 33     | 06,00% |
|                  | Extrema dreta                                      | 03,30%               | 00,90%               | 0      | 00,00% |
|                  | Centre                                             | 03,20%               | 00,00%               | 4      | 00,72% |
|                  | Demòcrates                                         | 02,50%               | 01,80%               | ?      | -      |
|                  | Varis esquerra                                     | 01,70%               | 00,70%               | 0      | 00,00% |

## Composició de l'Assemblea Nacional
I - Grups polítics :
| Grup       | Membres | Relacionats | Total | %     |
| ---------- | ------- | ----------- | ----- | ----- |
| UNR        | 199     | 7           | 206   | 35,58 |
| IPAS       | 107     | 10          | 117   | 20,21 |
| RPCD       | 49      | 15          | 64    | 11,05 |
| Socialista | 43      | 4           | 47    | 08,11 |

II - Formacions administratives :
| Grup  | Membres | Relacionats | Total | %     |
| ----- | ------- | ----------- | ----- | ----- |
| FAEAS | 66      | 0           | 66    | 11,40 |
| FANI  | 40      | 0           | 40    | 06,91 |

| Conjunts                   | Membres | %     |
| -------------------------- | ------- | ----- |
| Grups polítics             | 434     | 74,96 |
| Formacions administratives | 106     | 18,31 |
| No Inscrits                | 36      | 06,22 |
| Total                      | 579     | 100   |

Majoria: UNR + IPAS + FAEAS.
*UNR : Unió per la Nova República
*IPAS : Cente Nacional d'Independents i Camperols (Indépendants et Paysans d'Action Sociale)
*RPCD : Republicans Populars i de Centre Democràtic
*FAEAS : Formació Administrativa d'Electes d'Algèria i del Sahara
*FANI : Formació Administrativa de No Inscrits

## Diputats per laCatalunya del Nord
- 1a Circumscripció – Paul Alduy (no inscrit)
- 2a Circumscripció – Arthur Conte (PS)